# Lijst van nummer 1-hits in de UK Singles Chart in 1990
Deze hits stonden in 1990 op nummer 1 in de UK Singles Chart:
| Datum        | Artiest                            | Titel                                            |
| ------------ | ---------------------------------- | ------------------------------------------------ |
| 6 januari    | Band Aid II                        | Do they know it's Christmas                      |
| 13 januari   | New Kids On The Block              | Hangin' Though                                   |
| 20 januari   | New Kids On The Block              | Hangin' Though                                   |
| 27 januari   | Kylie Minogue                      | Tears on my pillow                               |
| 3 februari   | Sinéad O'Connor                    | Nothing compares 2 U                             |
| 10 februari  | Sinéad O'Connor                    | Nothing compares 2 U                             |
| 17 februari  | Sinéad O'Connor                    | Nothing compares 2 U                             |
| 24 februari  | Sinéad O'Connor                    | Nothing compares 2 U                             |
| 3 maart      | Beats International & Lindy Layton | Dub be good to me                                |
| 10 maart     | Beats International & Lindy Layton | Dub be good to me                                |
| 17 maart     | Beats International & Lindy Layton | Dub be good to me                                |
| 24 maart     | Beats International & Lindy Layton | Dub be good to me                                |
| 31 maart     | Snap!                              | The power                                        |
| 7 april      | Snap!                              | The power                                        |
| 14 april     | Madonna                            | Vogue                                            |
| 21 april     | Madonna                            | Vogue                                            |
| 28 april     | Madonna                            | Vogue                                            |
| 5 mei        | Madonna                            | Vogue                                            |
| 12 mei       | Adamski                            | Killer                                           |
| 19 mei       | Adamski                            | Killer                                           |
| 26 mei       | Adamski                            | Killer                                           |
| 2 juni       | Adamski                            | Killer                                           |
| 9 juni       | Englandneworder                    | World in motion ...                              |
| 16 juni      | Englandneworder                    | World in motion ...                              |
| 23 juni      | Elton John                         | Sacrifice / Healing hands                        |
| 30 juni      | Elton John                         | Sacrifice / Healing hands                        |
| 7 juli       | Elton John                         | Sacrifice / Healing hands                        |
| 14 juli      | Elton John                         | Sacrifice / Healing hands                        |
| 21 juli      | Elton John                         | Sacrifice / Healing hands                        |
| 28 juli      | Partners In Kryme                  | Turtle power                                     |
| 4 augustus   | Partners In Kryme                  | Turtle power                                     |
| 11 augustus  | Partners In Kryme                  | Turtle power                                     |
| 18 augustus  | Partners In Kryme                  | Turtle power                                     |
| 25 augustus  | Bombalurina                        | Itsy bitsy teenie weenie yellow polka dot bikini |
| 1 september  | Bombalurina                        | Itsy bitsy teenie weenie yellow polka dot bikini |
| 8 september  | Bombalurina                        | Itsy bitsy teenie weenie yellow polka dot bikini |
| 15 september | Steve Miller Band                  | The joker                                        |
| 22 september | Steve Miller Band                  | The joker                                        |
| 29 september | Maria McKee                        | Show me heaven                                   |
| 6 oktober    | Maria McKee                        | Show me heaven                                   |
| 13 oktober   | Maria McKee                        | Show me heaven                                   |
| 20 oktober   | Maria McKee                        | Show me heaven                                   |
| 27 oktober   | The Beautiful South                | A little time                                    |
| 3 november   | The Righteous Brothers             | Unchained melody                                 |
| 10 november  | The Righteous Brothers             | Unchained melody                                 |
| 17 november  | The Righteous Brothers             | Unchained melody                                 |
| 24 november  | The Righteous Brothers             | Unchained melody                                 |
| 1 december   | Vanilla Ice                        | Ice ice baby                                     |
| 8 december   | Vanilla Ice                        | Ice ice baby                                     |
| 15 december  | Vanilla Ice                        | Ice ice baby                                     |
| 22 december  | Vanilla Ice                        | Ice ice baby                                     |
| 29 december  | Cliff Richard                      | Saviour's Day                                    |

1952 ·
1953 ·
1954 ·
1955 ·
1956 ·
1957 ·
1958 ·
1959 ·
1960 ·
1961 ·
1962 ·
1963 ·
1964 ·
1965 ·
1966 ·
1967 ·
1968 ·
1969 ·
1970 ·
1971 ·
1972 ·
1973 ·
1974 ·
1975 ·
1976 ·
1977 ·
1978 ·
1979 ·
1980 ·
1981 ·
1982 ·
1983 ·
1984 ·
1985 ·
1986 ·
1987 ·
1988 ·
1989 ·
1990 ·
1991 ·
1992 ·
1993 ·
1994 ·
1995 ·
1996 ·
1997 ·
1998 ·
1999 ·
2000 ·
2001 ·
2002 ·
2003 ·
2004 ·
2005 ·
2006 ·
2007 ·
2008 ·
2009 ·
2010 ·
2011 ·
2012 ·
2013 ·
2014 ·
2015 ·
2016 ·
2017 ·
2018 ·
2019 ·
2020 ·
2021
- Nederland (Top 40)
- Nederland (Single Top 100)
- Vlaanderen (Radio 2 Top 30)
- Australië
- Duitsland
- Frankrijk
- Italië
- Verenigd Koninkrijk
- Verenigde Staten (Hot 100)